# هوم كرونين
هوم كرونين (بالإنجليزية: Hume Cronyn)‏ (و. 1911 – 2003 م) هو كاتب سيناريو، وممثل مسرحي، وممثل أفلام من الولايات المتحدة، وكندا، ولد في لندن، توفي في فيرفيلد، عن عمر يناهز 92 عاماً، بسبب سرطان البروستاتا.
.

## التعليم
تعلم في الأكاديمية الأميركية للفنون المسرحية (حتى 1934)، وجامعة مكغيل.

## جوائز وترشيحات
حصل على جوائز منها:
جوائز
- مركز كينيدي الثقافي
- جائزة توني لأفضل ممثل في مسرحية [الإنجليزية]‏ (1964)
- الميدالية الوطنية للفنون (1990)
- شارع المشاهير الكندي [الإنجليزية]‏ (1999)

ترشيحات
- جائزة الأوسكار لأفضل ممثل مساعد
- جائزة توني لأفضل ممثل في مسرحية [الإنجليزية]‏ (1961)
- جائزة توني لأفضل ممثل في مسرحية [الإنجليزية]‏ (1967)
- جائزة توني لأفضل ممثل في مسرحية [الإنجليزية]‏ (1978)
- جائزة توني لأفضل ممثل في مسرحية [الإنجليزية]‏ (1986)

ترشح لـ:
- جائزة توني لأفضل ممثل في مسرحية  [لغات أخرى]‏ (1986)
- جائزة توني لأفضل ممثل في مسرحية  [لغات أخرى]‏ (1978)
- جائزة توني لأفضل ممثل في مسرحية  [لغات أخرى]‏ (1967)
- جائزة توني لأفضل ممثل في مسرحية  [لغات أخرى]‏ (1961)
- جائزة الأوسكار لأفضل ممثل مساعد، عن عمل: The Seventh Cross (film) [الإنجليزية]‏.

## وصلات خارجية
- هوم كرونين على موقع IMDb (الإنجليزية)
- هوم كرونين على موقع الموسوعة البريطانية (الإنجليزية)
- هوم كرونين على موقع ألو سيني (الفرنسية)
- هوم كرونين على موقع تيرنر كلاسيك موفيز (الإنجليزية)
- هوم كرونين على موقع أول موفي (الإنجليزية)
- هوم كرونين على موقع قاعدة بيانات برودواي على الإنترنت (الإنجليزية)
- هوم كرونين على موقع قاعدة بيانات الأفلام السويدية (السويدية)
- هوم كرونين على موقع إن إن دي بي (الإنجليزية)
- هوم كرونين على موقع ديسكوغز (الإنجليزية)
- هوم كرونين على موقع قاعدة بيانات الفيلم (الإنجليزية)